# Programa de variedades
Um programa de variedades é um programa de televisão ou de rádio que engloba vários tipos de programas em um só. Eles diferem dos programas de auditório por não possuírem plateia, mesmo tendo algumas semelhanças entre eles.

## Temática
Em um programa de variedades, podemos encontrar:
- talk show - o apresentador realiza entrevistas com seus convidados.
- jornalístico - são apresentadas matérias de cunho jornalístico ou de utilidade pública.
- culinária - pratos para o dia-a-dia e comidas típicas são preparados durante o programa.
- cultura - artistas apresentam números musicais, circenses, esquetes de humor, trechos de peças teatrais, entre outros.
- game show - no programa são feitas brincadeiras e jogos divertidos entre os convidados.